# Mazinger Z: Infinity
Mazinger Z: Infinity es una película de animación japonesa basada en el popular anime Mazinger Z de Gō Nagai, dirigida por Junji Shimizu y producida por Toei Company. La película fue hecha para conmemorar los 45 años de la serie original y su historia se sitúa 10 años después de los eventos de la misma. La película fue clasificada PG-13 por la MPAA por "violencia de acción y breve desnudez".

## Sinopsis
La humanidad se encuentra una vez más en peligro de caer en las garras del Imperio Subterráneo, que en el pasado fue liderado por el científico malvado Dr. Infierno. Entonces, Koji Kabuto pilotó al súper robot Mazinger Z y, con la ayuda de sus amigos del Instituto de Investigaciones Fotónicas, frustró las malvadas ambiciones del Dr. Infierno y devolvió la paz al mundo. 
Han transcurrido 10 años desde entonces...
Ahora que ya no es piloto, Koji Kabuto ha seguido el camino de su padre y su abuelo iniciando su carrera como científico. Y ahora encuentra una gigantesca estructura enterrada en las profundidades del Monte Fuji, junto con una misteriosa indicación de la vida... Nuevos encuentros, nuevas amenazas y un nuevo destino aguardan a la humanidad. El antiguo héroe Koji Kabuto debe tomar una decisión sobre el futuro: ser un dios o un demonio.

## Reparto
- Showtaro Morikubo como Koji Kabuto.
- Ai Kayano como Sayaka Yumi.
- Sumire Uesaka como Lisa.
- Natsuki Hanae como Shiro Kabuto.
- Wataru Takagi como Boss.
- Kappei Yamaguchi como Mucha.
- Masami Kikuchi como Nuke.
- Junpei Morita como Dr. Yumi
- Toshihiko Seki como Tetsuya Tsurugi.
- Ami Koshimizu como Jun Honoo.
- Bin Shimada como Dr. Nossori
- Kōzō Shioya como Dr. Sewashi
- Unshō Ishizuka como Dr. Hell
- Hiroyuki Miyasako como Barón Ashler (masc.)
- Romi Park como Barón Ashler (fem.)
- Keiji Fujiwara como Conde Decapitado.